# Rupert Obholzer
Rupert John Obholzer (Ciudad del Cabo, Sudáfrica, 27 de marzo de 1970) es un deportista británico que compitió en remo. Su hermano Anton compitió en el mismo deporte.
Participó en dos Juegos Olímpicos de Verano, obteniendo una medalla de bronce en Atlanta 1996, en la prueba de cuatro sin timonel, y el sexto lugar en Barcelona 1992, en el ocho con timonel.
Ganó dos medallas en el Campeonato Mundial de Remo, en los años 1994 y 1995.

## Palmarés internacional
| Juegos Olímpicos   | Juegos Olímpicos              | Juegos Olímpicos  | Juegos Olímpicos   |
| Año                | Lugar                         | Medalla           | Prueba             |
| ------------------ | ----------------------------- | ----------------- | ------------------ |
| 1996               | Atlanta (Estados Unidos)      | Medalla de bronce | Cuatro sin timonel |
| Campeonato Mundial |                               |                   |                    |
| Año                | Lugar                         | Medalla           | Prueba             |
| 1994               | Indianápolis (Estados Unidos) | Medalla de bronce | Cuatro sin timonel |
| 1995               | Tampere (Finlandia)           | Medalla de plata  | Cuatro sin timonel |